# 인도네시아 코믹 콘
인도네시아 코믹콘(Indonesia Comic Con, ICC로 약칭, 인도 코믹콘으로 간소화)은 인도네시아 자카르타에서 2015년에 시작된 연례 코믹콘 기반 복합장르 컨벤션이다. 인도네시아 관광 서비스 제공업체인 Panorama Sentrawisata의 자회사인 파노라마 미디어(구 리드 파노라마 전시회)가 주최한다. ICC는 대중문화의 다섯 가지 기둥, 즉 만화, 장난감, 영화, 비디오 게임, 그리고 라이프스타일을 강조한다. 수많은 유명 국제 배우들과 만화가, DJ, 버츄얼 유튜버, 전문 코스플레이어들이 참여했다.
ICC는 자카르타 주민들이 대중문화에 대한 관심과 사랑을 열정적으로 표현하는 중개 역할을 한다. 만화 및 애니메이션 작가, 영화 팬, 게이머 및 E스포츠 선수, 그리고 음악 애호가 등 모든 창의 산업 플레이어들을 한데 모으고 지원하기 위해 만들어졌다. 복합장르 컨벤션임에도 불구하고, ICC는 2024년에 별도의 애니메이션 컨벤션인 인도네시아 애니메이션 콘이라는 스핀오프 행사를 개최했기 때문에 서구 대중문화에 더 집중하고 있다.

## 개요
인도네시아 코믹콘은 2015년 11월 14일에 첫 선을 보였다. 이 행사는 매년 10월 또는 11월(2023년에 열린 7회 및 8회 제외)에 중앙자카르타의 겔로라 붕 카르노 스포츠단지 내 자카르타 컨벤션 센터 (JICC)에서 개최된다. JICC의 전시장 A 및 B는 2023년 6월 7회까지 행사를 주최했다. ICC는 2023년 11월 8회부터 더 큰 어셈블리, 첸드라와시, 플래너리 홀로 이동했다.
복합장르 컨벤션으로서 인도네시아 코믹콘은 코스프레 행사, 만화책 및 기타 지식 재산권 기반 상품 시장, 디즈니 및 20세기 스튜디오와 같은 주요 영화 스튜디오 부스, 유명 영화 및 TV 배우와의 공개 인터뷰, 그리고 음악 콘서트를 주최해왔다. 가상 3D 버츄얼 유튜버 콘서트는 8회에 처음 개최되었으며, E스포츠 관련 행사도 열렸다.
2024년, ICC 주최사인 파노라마 미디어는 인도네시아 애니메이션 콘 (IAC)이라는 애니메이션 컨벤션 스핀오프가 있을 것이라고 발표했다. 후자는 2024년 6월 15일에 첫 선을 보였다. 파노라마는 방문객들의 의견을 수렴하여 서구와 동양 대중문화 모두를 위한 별도의 행사를 만들었다고 밝혔다. 따라서 ICC는 서구 대중문화에 더 집중할 것이다. 그러나 ICC는 동양 대중문화와 관련된 여러 행사(예: 버츄얼 유튜버 콘서트 및 크런치롤 부스 개설)를 계속 주최하겠지만, 시 주키와 같은 인도네시아 고유의 대중문화를 홍보하는 데 집중할 것이다.

## 개최 목록
| 회차 | 브랜드명                                                      | 날짜                                                          | 게스트                                                        | 비고 |
| ---- | ------------------------------------------------------------- | ------------------------------------------------------------- | ------------------------------------------------------------- | --- |
| 1    | Indonesia Comic Con                                           | 2015년 11월 15일–16일                                         | 데이비드 W. 맥 오오바 켄지 시모네 레뇨 Saykoji                | |
| 2    | Indonesia Comic Con                                           | 2016년 10월 1일–2일                                           | 브리애나 힐더브랜드 앤디 프라이스 알렉스 밀른                 | |
| 3    | Indonesia Comic Con                                           | 2017년 10월 28일–29일                                         | 제이슨 데이비드 프랭크 대니얼 로건                            | |
| 4    | Indonesia Comic Con                                           | 2018년 10월 27일–28일                                         | 조코 안와르                                                   | |
| 5    | 쇼피 Indonesia Comic Con                                      | 2019년 10월 12일–13일                                         | 오스틴 세인트 존 데버라 앤 월                                 | |
| –    | 2020년과 2021년 에디션은 코로나19 범유행으로 인해 취소되었다. | 2020년과 2021년 에디션은 코로나19 범유행으로 인해 취소되었다. | 2020년과 2021년 에디션은 코로나19 범유행으로 인해 취소되었다. | 2020년과 2021년 에디션은 코로나19 범유행으로 인해 취소되었다.                                                                                    |
| 6    | Indonesia Comic Con presented by TikTok Shop                  | 2022년 10월 1일–2일                                           | 브랜던 라우스                                                 | |
| 7    | Indonesia Comic Con: Pop Asia                                 | 2023년 6월 23일–25일                                          | 위어드 지니어스                                               | ICC의 스핀오프 행사인 인도네시아 애니메이션 콘의 전신이 된 인도네시아 코믹콘: 팝 아시아로 마케팅되었다. 사상 처음이자 유일하게 3일간 개최되었다. |
| 8    | Indonesia Comic Con X DG Con                                  | 2023년 11월 4일–5일                                           | 에드 웨스트윅 타니고 모토아키                                 | 2015년 이후 처음으로 JICC의 어셈블리, 첸드라와시, 플래너리 홀로 행사가 이동했다.                                                                 |
| 9    | wondrful Indonesia Comic Con                                  | 2024년 11월 9일–10일                                          | 코비 스멀더스                                                 | |
| 10   | Indonesia Comic Con                                           | 2025년 10월 25일–26일                                         | 미정                                                          | |

### 2015
이 컨벤션의 첫 번째 에디션은 2015년 11월 14일부터 15일까지 개최되었다. 미국 만화가 데이비드 W. 맥, 일본 배우 오오바 켄지, 이탈리아 작가 시모네 레뇨, 인도네시아 래퍼 Saykoji가 이 행사의 특별 게스트로 참석했다. 6개국에서 온 160개의 전시업체가 팬들을 즐겁게 하고 상품을 판매하기 위한 부스를 열었다.

### 2016
코믹콘의 두 번째 에디션은 2016년 10월 1일부터 2일까지 개최되었다. 배우 브리애나 힐더브랜드, 만화가 알렉스 밀른과 앤디 프라이스 외 여러 일러스트레이터가 이 행사에 참석했다. 캐나다, 이탈리아, 일본, 말레이시아, 싱가포르, 태국, 미국, 인도네시아 등 여러 나라의 전시업체들이 이 행사에 참여했다. 레고와 플랩슬랩이 코스프레 행사를 주최했고, XM 스튜디오와 같은 장난감 판매점들은 팬 상품을 전시했다. 두 번째 에디션을 위해 여러 개의 새로운 팬 존이 개설되었다.

### 2017
배우 제이슨 데이비드 프랭크와 대니얼 로건은 2017년 10월 28일부터 29일까지 개최된 코믹콘 세 번째 에디션의 게스트였다. 스타워즈 라이트세이버 공연, 워킹 데드 탈출방, 스타 트렉 부스 등이 팬들을 위해 개설된 엔터테인먼트 구역이었다.

### 2018
네 번째 에디션은 2018년 10월 27일부터 28일까지 개최되었으며, 왕좌의 게임 (드라마)과 슈퍼걸 (드라마)의 배우들이 출연했다. 인도네시아 슈퍼히어로 영화 군달라의 티저 트레일러가 조코 안와르 감독에 의해 공개되었다.

### 2019
ICC의 5번째 에디션은 2019년 10월 12일~13일에 개최되었다. 레드 파워레인저의 배우 오스틴 세인트 존, 마블의 데어데블 (드라마)의 데버라 앤 월, 코스플레이어 라리사 로슈포르가 게스트 스타로 참여했다. 주목할 만한 부스 중 하나는 인도네시아에서 처음으로 터미네이터: 다크 페이트의 미리 보기를 상영한 20세기 폭스 인도네시아 부스와 소니 픽쳐스의 쥬만지: 넥스트 레벨이었다. 인도네시아 만화 출판사 부밀랑깃은 부밀랑깃의 군달라 영화의 연속으로 ICC 방문객들에게 만화 '방킷냐 키 위라욱(Ki Wilawuk의 부활)'을 공개했다.

### 2020년과 2021년 (취소)
코로나19 범유행으로 인해 2020년 7월 16일, ICC 행사 주최자(EO)는 유튜브 채널을 통해 행사를 2021년 1월 30일~31일로 연기한다고 발표했다. 그러나 2020년과 2021년 에디션 모두 결국 취소되었다.

### 2022
2년간의 공백 끝에, ICC의 6번째 행사는 2022년 10월 1일~2일에 개최되었으며, 팬데믹 이후 처음으로 열렸다. 대체 불가능 토큰 기반 티켓팅 시스템이 처음 도입되었다. 브랜던 라우스는 수많은 버츄얼 유튜버와 국제 코스플레이어들(Knite, Jasper 등)과 함께 게스트 스타 중 한 명이 되었다.

### 2023
2023년 5월 1일, ICC가 두 번 개최될 것이라고 발표되었다. 7회 에디션(인도네시아 코믹콘: 팝 아시아로 명명)은 6월에, 8회 에디션은 11월에 개최되었다.
7회 에디션(ICC 팝 아시아)에서는 위어드 지니어스를 포함한 일본과 인도네시아 출신의 여러 코스플레이어, 만화가, 버츄얼 유튜버, DJ들이 이벤트의 게스트 스타로 참여했다. 이 행사는 2023년 6월 23일부터 25일까지 개최되었으며, JICC의 A 및 B 홀에서 개최된 마지막 에디션이었다. ICC 팝 아시아는 나중에 ICC의 스핀오프 행사인 인도네시아 애니메이션 콘의 선구자가 되었다.
텔콤셀의 두니아 게임즈 플랫폼과 협력하여 DG 콘으로 명명된 ICC의 8회 에디션은 2023년 11월 4일부터 5일까지 개최되었으며, 영국 배우 에드 웨스트윅, DJ 하루카, 커버 코퍼레이션 CEO 타니고 모토아키 등이 게스트 스타로 참여했다. 이 행사는 두니아 게임즈의 DG 어워즈 2023과 함께 진행되었으며, 이는 E스포츠 인물들을 위한 시상식이었다. 인도네시아 최초의 3D 버츄얼 유튜버 콘서트가 이 행사를 활기차게 만들었다. 이 행사는 ICC가 처음으로 더 큰 수용 능력을 가진 JICC의 어셈블리, 첸드라와시, 플래너리 홀로 이동한 것이었다.

### 2024
9회 에디션은 방크 느가라 인도네시아의 wondr by BNI 모바일 뱅킹 앱이 타이틀 스폰서가 되면서 wondrful Indonesia Comic Con이라는 브랜드로 2024년 11월 9일~10일에 개최되었다. 캐나다 배우 코비 스멀더스가 이번 에디션의 주요 게스트 스타였다. 크런치롤은 컨벤션에 부스를 열었다. 오토바이 제조업체 아스트라 혼다 모터는 코보 카나에루 리버리가 적용된 혼다 비트 오토바이 특별 모델을 선보였다.

## 인도네시아 애니메이션 콘
인도네시아 애니메이션 콘 (인아콘 또는 IAC)은 ICC의 스핀오프 행사로, 2024년 6월 15일에 설립된 별도의 일본 일본의 애니메이션 및 일본 만화 애니메이션 컨벤션이다. 2024년 1월 1일에 처음 발표되었으며, 당시 이름이 공개되지 않은 두 마스코트가 공개되었다. 이 마스코트들은 나중에 카이투 아르주나와 키라나 유미로 밝혀졌다. 이는 코미푸로에 이어 인도네시아에서 두 번째로 큰 애니메이션 컨벤션이 될 예정이다.
데뷔는 JICC 대신 인도네시아 컨벤션 전시회, BSD 시티에서 2024년 6월 15일부터 16일까지 열렸다. 이 행사에는 일본과 인도네시아 출신의 만화가와 특별 게스트가 참여했다. 게스트로는 파이널 판타지 VII 리버스의 공동 감독이자 게임플레이 전투 감독인 도리야마 모토무와 테루키 엔도가 포함되었다. 위어드 지니어스와 JKT48이 음악 공연을 채웠다.
인아콘의 2회 에디션은 원래 2025년 5월 17일부터 18일까지 세나얀 파크 몰에서 개최될 예정이었으나, ICC와 같은 장소와 날짜에 동시 개최하기 위해 10월로 연기되었다. 결과적으로, 인도네시아 코스프레 그랑프리 전국 결승전은 수라바야 동인지 즉매회 치비콘! 툰중안 플라자로 재배치되었다.

## 같이 보기
- 코미푸로 – 인도네시아의 유사 만화 컨벤션.
- 코믹콘 목록
- 코믹월드
- 코믹마켓